# I Prevail
I Prevail (укр. Я переважаю) — американський рок-гурт, заснований 2013 року.

## Історія
Гурт I Prevail було засновано 2013 року в Саутфілді, штат Мічиган, США. До першого складу колективу входили співаки Браян Буркхайзер та Ерік Ванлерберге, гітаристи Стів Меноян та Джордан Бергер, барабанщик Лі Рунстад.  Колектив виконував рок-музику, що поєднували декілька жанрів, зокрема металкор, поппанк та постгардкор. Дебютний мініальбом Heart vs. Mind вийшов наприкінці 2014 року на лейблі Fearless Records і містив, зокрема, кавер-версію хіта Тейлор Свіфт «Blank Space», яка привернула увагу шанувальників металкору та зібрала мільйони переглядів на YouTube.
Дебютний альбом I Prevail отримав назву Lifelines та вийшов 2016 року, посівши перше місце в американських хіт-парадах рок-музики. Його було записано в оновленому складі за участі Буркхайзера, Ванлерберге, Менояна та новачка гурту Ділана Боумена (гітара). 2017 року з колективу пішли Рунстад та бас-гітарист Тоні Кампосео, яких змінили Гейб Ельгера та Елі Кларк. В оновленому складі було записано другий студійний альбом Trauma, що вийшов 2019 року та містив сингли «Bow Down» та «Breaking Down», перший з яких було номіновано на отримання «Греммі» в категорії «Найкраще метал-виконання».
2020 року I Prevail випустили сингл «DOA», записаний із репером Джойнером Лукасом, та концертний альбом Post Traumatic. 2022 року вийшов третій студійний альбом I Prevail True Power.

## Дискографія
- 2017 — Lifelines
- 2019 — Trauma
- 2020 — Post Traumatic
- 2022 — True Power[2]